# 705 a.C.
Séculos: (Século IX a.C. - Século VIII a.C. - Século VII a.C.)
710 a.C. - 709 a.C. - 708 a.C. - 707 a.C. - 706 a.C.
- 705 a.C. - 704 a.C. - 703 a.C. - 702 a.C. - 701 a.C.

## Eventos
Senaqueribe é rei da Assíria.